# Westfalenhaus
Das Westfalenhaus ist eine Alpenvereinshütte der Sektion Münster/Westfalen des Deutschen Alpenvereins.

## Lage
Das Westfalenhaus befindet sich im Sellrain, einem touristisch wenig erschlossenen Gebiet der Stubaier Alpen auf einer Höhe von 2276 m ü. A. (laut Hüttenbetreiber auf 2273 m ü. A.) im Längental südwestlich des Lüsenstals.

## Geschichte
Die alpine Hütte wurde am 3. September 1908 feierlich eröffnet. Seit etwa 2008 erfolgt die Energieversorgung mit einem Kleinwasserkraftwerk am Längentaler Bach.

## Aufstieg
- Von Lüsens (1634 m ü. A.) auf dem Sommerweg (Gehzeit: ca. 2½ Stunden)
- Von Lüsens auf dem Winterweg (Gehzeit: ca. 2½ Stunden)
- Von Praxmar (1687 m ü. A.) über den Sommerweg (Gehzeit: ca. 3 Stunden)

## Touren vom Westfalenhaus

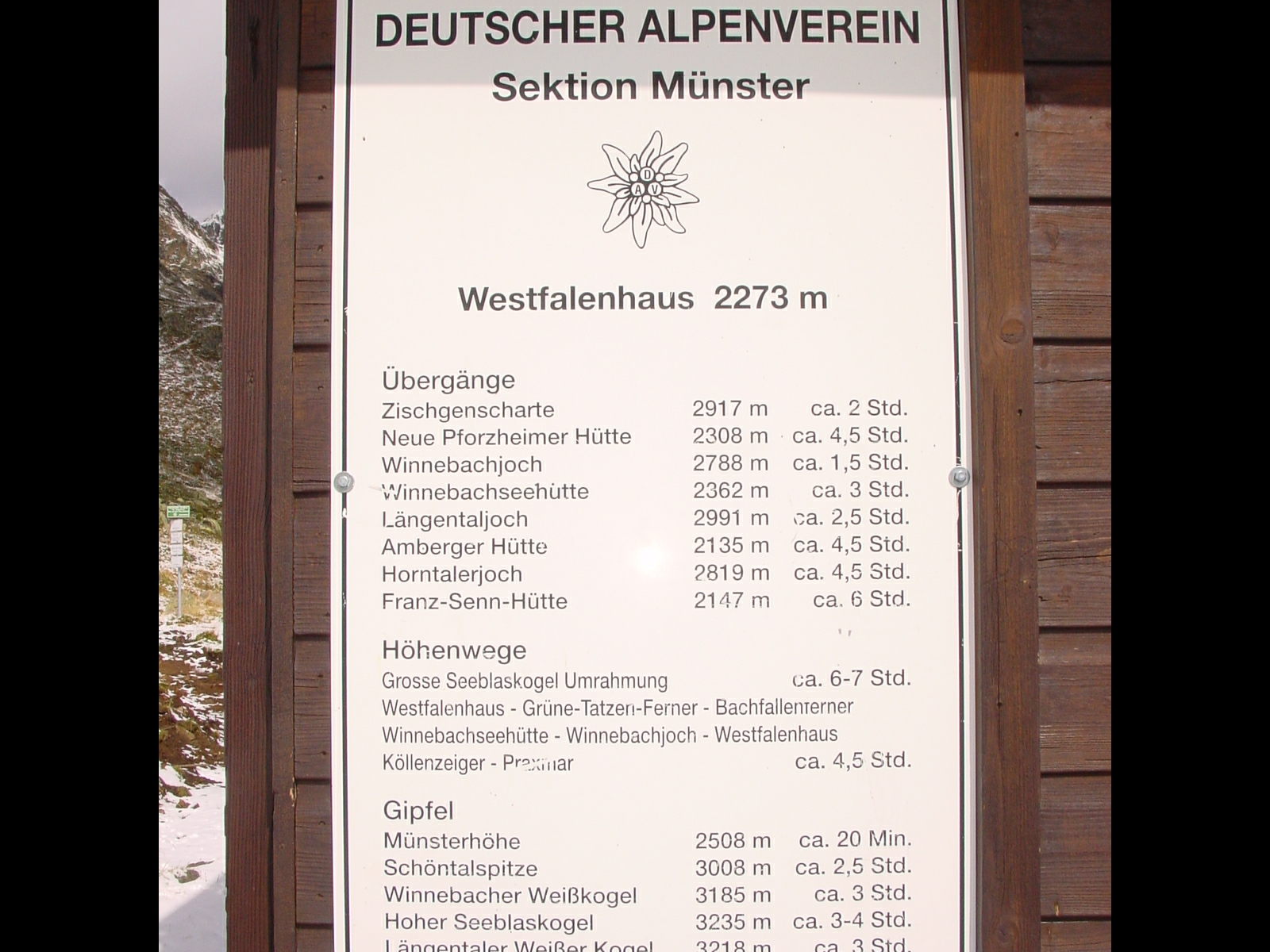
Informationstafel am Westfalenhaus

- Vordere Grubenwand (3165 m ü. A., Gehzeit: ca. 3 Stunden)
- Schöntalspitze (3002 m ü. A., Gehzeit: ca. 2½ Stunden)
- Winnebacher Weißkogel (3182 m ü. A., Gehzeit: ca. 3 Stunden)
- Hoher Seeblaskogel (3235 m ü. A., Gehzeit: ca. 4 Stunden)
- Längentaler Weißer Kogel (3217 m ü. A., Gehzeit: ca. 3 Stunden)

Das Gebiet ist besonders als Skitourengebiet bekannt.

## Übergänge
- Winnebachseehütte (2361 m ü. A., Gehzeit: ca. 3 Stunden)
- Pforzheimer Hütte (2310 m ü. A., Gehzeit: ca. 4½ Stunden)
- Amberger Hütte (2136 m ü. A., Gehzeit: ca. 4½−5½ Stunden)
- Franz-Senn-Hütte (2149 m ü. A., Gehzeit: ca. 6 Stunden)